# 投球
投球（とうきゅう、英：pitch）とは、野球、ソフトボール、クリケットにおいて投手が打者と対戦するためにボールを投げること、または投げられたボールのこと。投手の試合全体における成績や立振舞い様を表すこともある。

## 概要

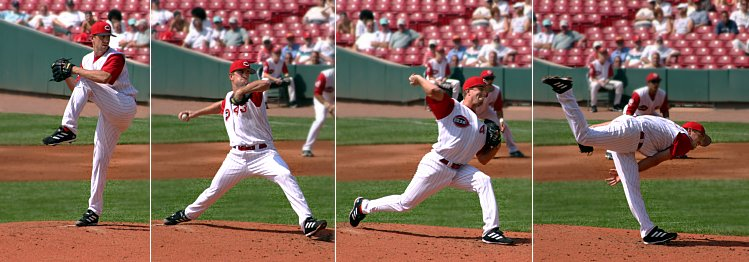
投球動作（ブランドン・クラーセン、シンシナティ・レッズ）

野球の試合は、まず投手が打者へ向けて投球することで開始される。そのため、投手の投球には特有の成績が幾種類も記録される。
投球は以下のように行われる。
1. 打者の構えが十分であることを確認し、ワインドアップポジション、またはセットポジションの投球姿勢を取る。
2. 軸足（右投手の右足，左投手の左足）を投手板に触れる。
3. 捕手に向けてボールを投げる。

投手の投球を打者が打たず、空振りもしなかった場合、ストライクゾーンを通過した投球はストライクとなり、外れたものはボールとなる。
三塁走者が本盗を企図した場合など、投手が捕手に向けて送球することもあり、投球とは区別される（詳細後述）。

## 投球姿勢
公認野球規則5.07(a)において、「ワインドアップポジション」と「セットポジション」の2つが正規の投球姿勢として規定されている。投手は投球の際どちらを用いてもよい。

### ワインドアップポジション

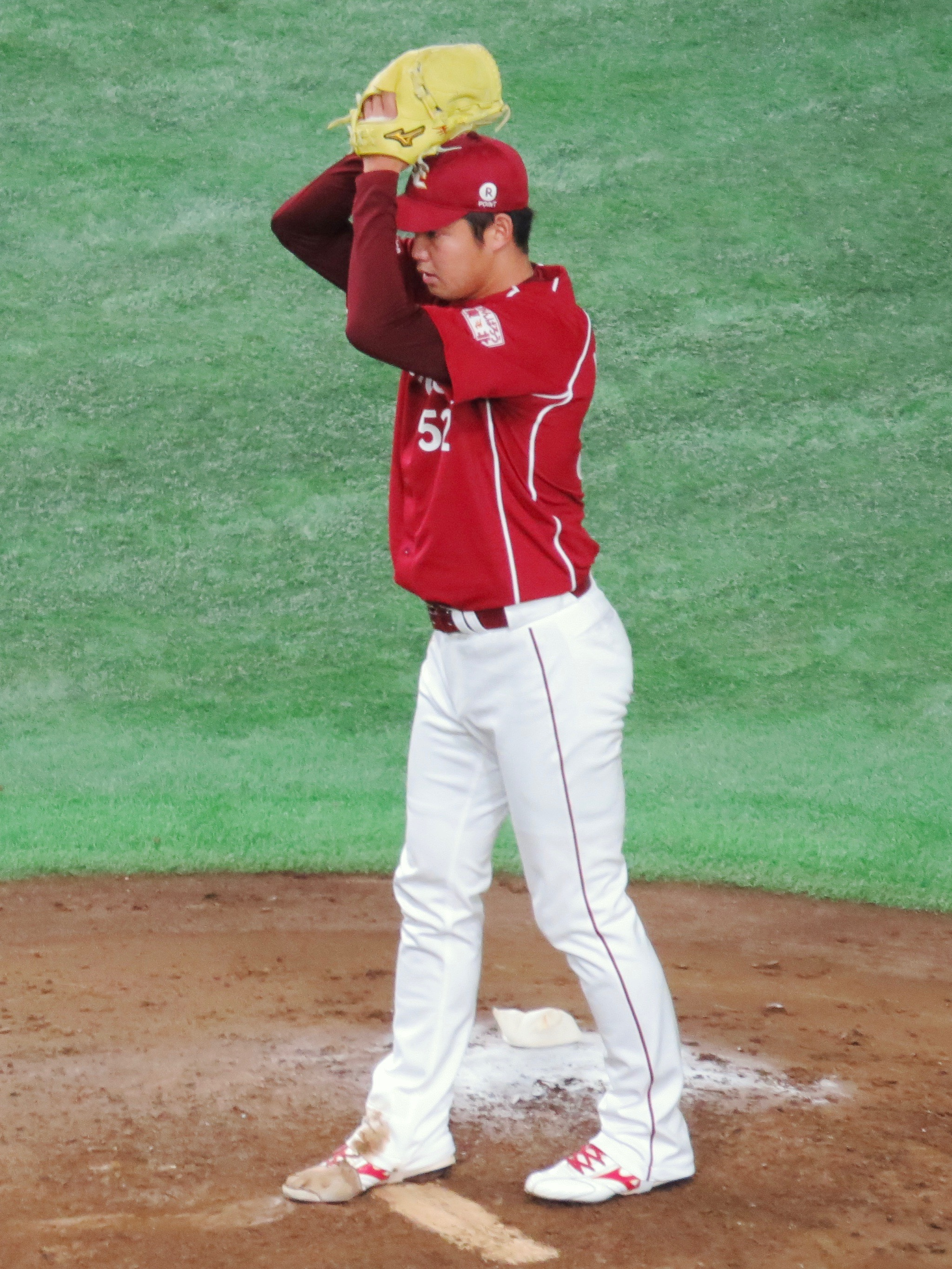
ワインドアップポジション（森原康平）

ワインドアップポジション（wind up position）は、2つの正規の投球姿勢の内の1つである。塁上に走者がいない場面でよく用いられる。
一般的なワインドアップは、以下の様になる。
1. 軸足で投手板に触れボールを両手で持つ。この際、投手板に触れていない自由な足（右投手の左足・左投手の右足）の置き場所には制限がない。
2. 自由な足を投手板の後方に引く。この動作に伴い、両腕を頭上に振り被る投手が多いが、振り被らず胸の前に構えたまま投げる投手もいる（後述）。
3. 自由な足を地面から離し軸足で全体重を支え、利き手の向きに腰を捻る。
4. 本塁方向へ体重移動すると同時に自由な足で投手板前方へ大きく踏み込み、さらに軸足で投手板を蹴って踏み込んだ自由な足へ体重を完全に移行し、その推進力を利用してボールを投じる。

上記の動作の中で、自由な足を投手板の後方に引く動作は比較的時間がかかる。従って、塁上に走者が居る場面で一般的なワインドアップを用いると、盗塁されやすくなる。そのため、塁上に走者が居る場合はセットポジションが用いられるが、二死・2ストライク・3ボール・満塁時や三塁のみに走者が居る場合、大きく点差が離れ、盗塁を気にしなくても良い場合では、塁上に走者が居てもワインドアップが用いられることがある。
投球動作中に両腕を振りかぶるワインドアップポジションは、一般的にその反動などを利用することで体を大きく使えるためより球速を得られる一方で、精緻なコントロールが難しいとされている。下半身強化は、身体のバランスを安定させてその問題を改善する目的もある。
投球の予備動作（テイクバック）をとってから投げる直前に腕をしならせるようにするが、腕を伸ばしたまま投げることは、ピッチングマシーンの腕が曲がらないことに例えて「アーム式」と呼び、故障の原因となるため忌避するべきとされている。
江川卓の公式YouTubeチャンネルのスタッフがテレビ番組で見た内容に触れたところによると、2023年シーズン時点ではこのシーズンに1軍で登板した投手の7.7%しかワインドアップを採用していないという。江川はこれについて「(ワイドアップは)基本的にはピッチャーが大きなものに映った方が威圧感が出るので、そのためにやる」とした上で「7.7%もいるってのはちょっと驚き。思ったより多いですけど」と感想を述べている。江川は「体全体を伸ばすので体がブレる」「昔の人よりも今の方が牽制とかを凄く重視するから、ランナーがいる時といない時でフォームを変えたくない」とワインドアップが廃れた理由を述べている。

#### ノーワインドアップ
ノーワインドアップは、正規に規定されていない、あくまで通称として用いられる投球姿勢でありほとんどの動作がワインドアップと共通である。上記のワインドアップの投球動作2にて、両腕を振り被らず胸の前に構えたまま動作を進める場合にノーワインドアップと呼称される。ノーワインドアップは和製英語であり、日本でのみ使われる言葉である。海外では腕の振り被り動作の有無に関わらず、ステップする側の足を一度引いてから投げるフォームはすべてワインドアップと呼ばれる。
ワインドアップに比べ動きに制限があることから、反動が付かない分球速が出にくい反面、重心がぶれにくくなるため制球がしやすいとされる。また、VTRによる解析・研究が活発になってからは手元を見せないという特徴が注目され、打者に球種を識別させずに投球できるという点もメリットとされている。しかし、球速についてはプロレベルでは大差ないという意見もあり、近年ではプロ野球選手の多くがこちらを選ぶようになっている。プロ入り後にワインドアップからノーワインドアップにフォーム改造する選手もおり、特に津田恒美やドン・ラーセンは改造が成功し好成績を挙げた好例である（高校生時代投手であった王貞治もラーセンを参考にフォーム改造している）。

### セットポジション

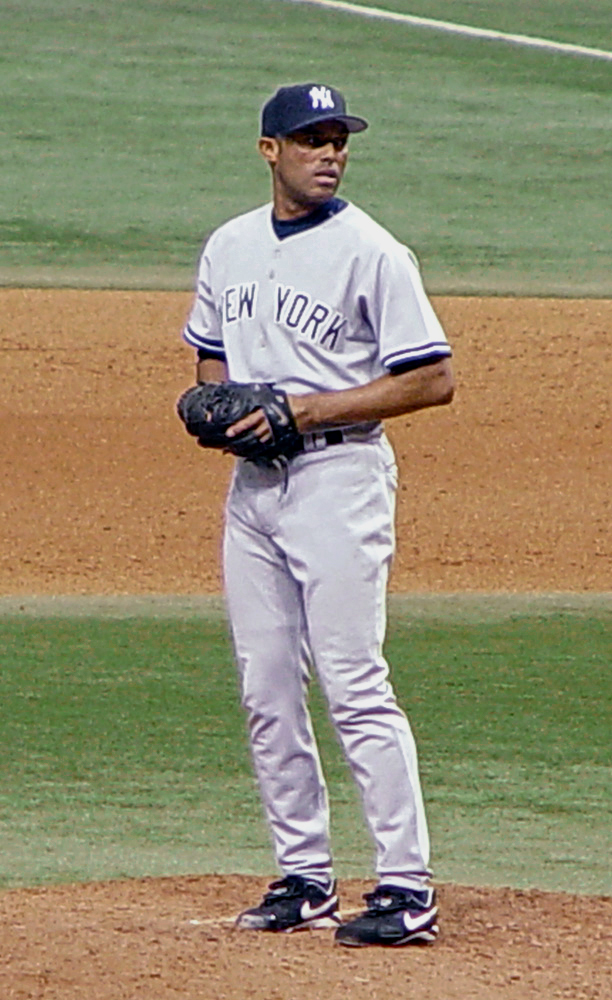
セットポジションで構える投手(投球動作1、2)
マリアノ・リベラ

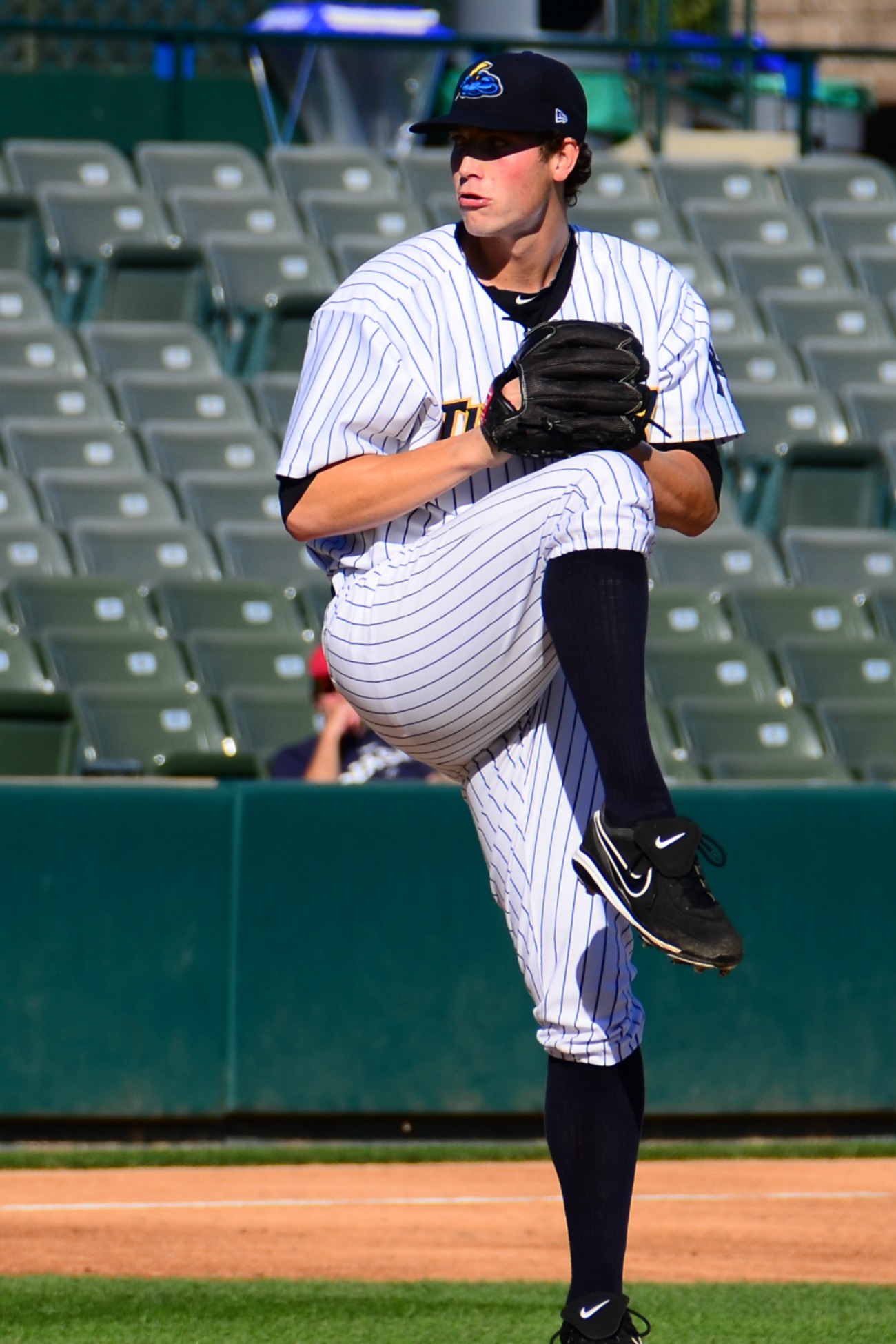
セットポジションから投球する投手(投球動作3)
ニック・ターリー

セットポジション（set position）は、2つの正規の投球姿勢の内の1つである。セットポジションは、ワインドアップの条件に加えて足の位置やボールの持ち方を制限した投球姿勢である。
一般的なセットポジションによる投球動作は、以下の様になる。
1. 軸足で投手板に触れた上で、自由な足を投手板の前方に置き、片方の手を下に下ろして身体の横に付ける。
2. ボールを両手で身体の前方で持ち、完全に静止する。
3. 自由な足を地面から離し、本塁方向へ体重移動しながら投手板前方に動かす。
4. 自由な足で投手板前方の地面に大きく踏み込み、軸足で投手板を蹴り、ボールを投じる。

セットポジションからの投球は、ワインドアップより投球動作を短縮できクイックモーションとの併用によって速やかに投球することが可能となるため盗塁阻止率向上に繋がる。加えて、牽制球を投じやすくなることから、主に塁上に走者がいる場合に用いられる。
ただし、ノーワインドアップと同様に制球力の向上などを目的として、走者の有無に関わらず常にセットポジションを用いる投手もいる。その場合は、投球動作2において完全に静止する必要はない。
なお、このセットポジションの基準や裁定の実情については、国ごとに微妙に異なる場合があるため、外国から他国のリーグに移籍した投手が移籍先のリーグで登板する際にこれに悩まされることもある。

## 反則投球
投手板に触れないで打者に投げた投球、クイックリターンピッチ（バッタースボックス内で打者の構えが不十分なときを狙って虚をつくことを意図した投球。クイックピッチとも）は反則投球となる。また、前述した公認野球規則の規定に反する投球動作による投球も、反則投球である。
反則投球の場合、塁上に走者がいなければボールが宣告され、ボールデッドとなる。球審がこの投球が反則投球であることを知らせる。なお、反則投球にもかかわらずプレイが続けられた場合（例えば打者がこれを打って安打になった場合など）は、攻撃側の監督は、プレイの結果を活かしたい旨を球審に通告することができる。また、塁上に走者がいる場合はボークが宣告される。

## ピッチとスロー
先述の通り、同じ投手が投げる球であっても「投球（ピッチ）」と「送球（スロー）」は明確に区別されている。
ピッチとスローは、現代の野球ルールの原型と考えられている1845年のニッカーボッカー・ルールにおいても区別されていた。ニッカーボッカー・ルールには、「ボールはバットにピッチされなければならない。バットにスローすることは許されない」という条項が定められている。英単語の「ピッチ（pitch）」は、もともと下からつきあげることを指しており、この条項の意味するところは「アンダーハンドで投げなければならない」ということであった。やがて、ルールの改正によってスナップスロー、サイドスロー、オーバースローなどが許可されるに伴い、次第に「ピッチ」の内容は本来の語義とは異なるものとなっていったと同時に「投球」そのものを意味する言葉として定着し、現在でもルールにおいてピッチ（投球）は「投手が打者に対して投げたボール」と定義されていて、送球を示す「スロー（英語: throw）」とは区別されている。
また、投球術の伴わない力任せな投球をする投手に対して、「ピッチャー」ではなく「スロワー」と評する場合がある。